# Antonio Giuseppe della Torre di Rezzonico
Antonio Giuseppe della Torre di Rezzonico, noto anche con lo pseudonimo di Anton Gioseffo della Torre di Rezzonico (Como, 5 aprile 1709 – Parma, 17 marzo 1785), è stato uno scrittore e militare italiano.

## Biografia
Appartenente alla stessa famiglia di papa Clemente XIII, si mise al servizio della Spagna, e diventò governatore della città di Parma e ciambellano del duca.
Erudito nella scienza militare, ha scritto molte opere tra cui le Disquisitio de Plinianis aliquibus obscuritatibus ..., (pubblicato a Parma tra il 1763 e il 1767), dove ha trattato dei suoi scritti su Plinio il Vecchio e Plinio il Giovane.
Morì nel 1785.

### Matrimonio e discendenza
Antonio Giuseppe della Torre di Rezzonico sposò nel 1740, in prime nozze, Giustina Guidobono Cavalchini Garofoli, figlia di Antonio (1676-1744) e di Angiola Vittoria Ambrosini. Da questo matrimonio nacquero: 
- Carlo Gastone (1742-1796), scrittore. Alla sua morte la famiglia Della Torre di Rezzonico si estinse nella linea maschile. Nominò sua erede la sorella Clelia.
- Argentina (1743-?) monaca a S. Eufemia;
- Clelia (1744-?), sposatasi con il marchese Agostino Cigalini di Como. I Cigalini si estinsero nel 1864 con Agostino (1806-1864), nipote della coppia, che istituì quale proprio erede universale il marchese Luigi Ordoño de Rosales (figlio di Gaspare e Maria Cigalini), suo nipote per parte di sorella.